# Ricciotti Garibaldi

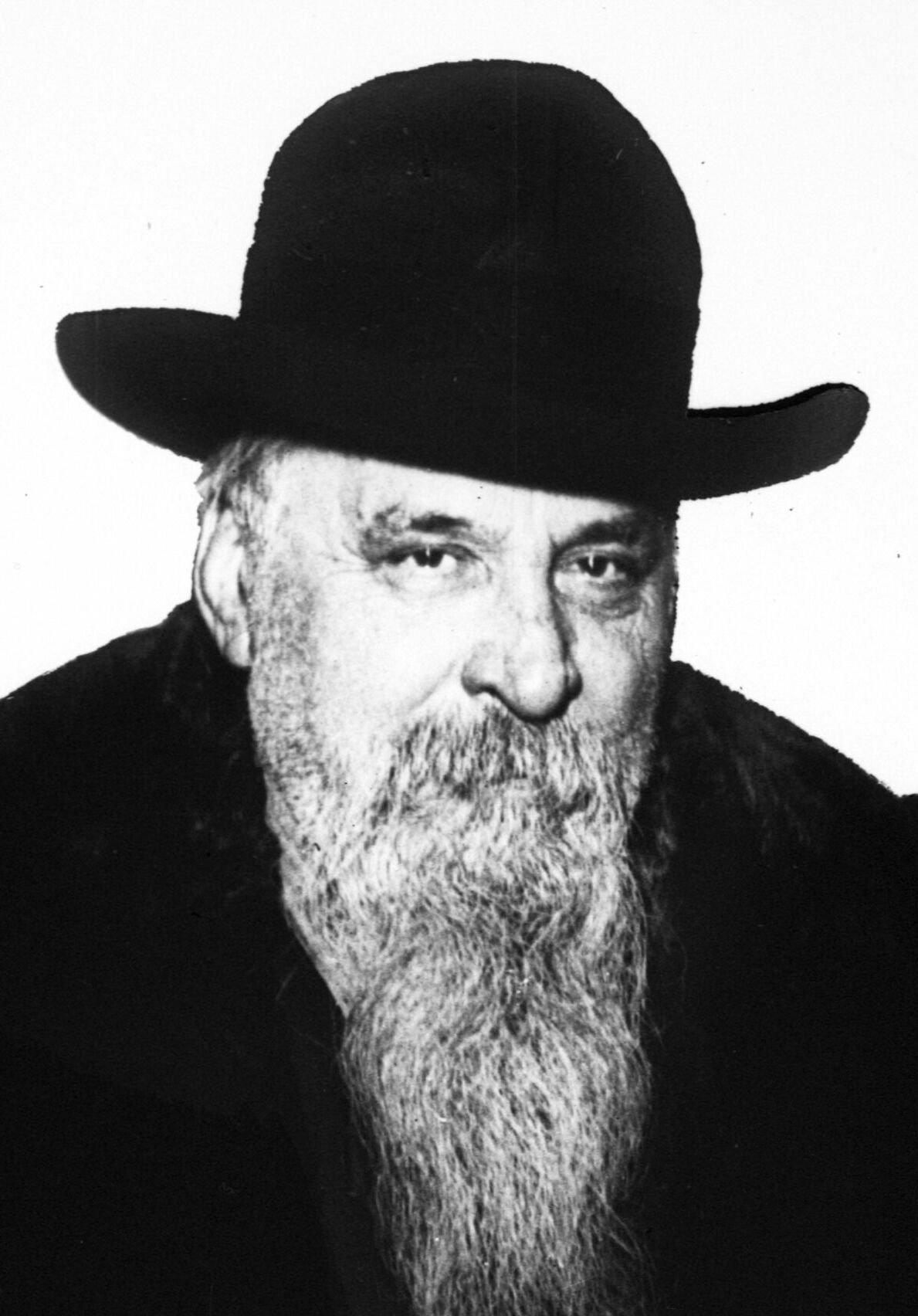
Ricciotti Garibaldi, 1915.

Ricciotti Garibaldi (ur. 1847 w Montevideo, zm. 1924 w Rzymie) – włoski generał.
Wziął udział w wojnie francusko-pruskiej (u boku ojca Giuseppe Garibaldiego, wodza walk o zjednocznie Włoch), wojnie grecko-tureckiej w 1897 (po stronie Grecji) i I wojnie światowej (organizował Legion Garibaldiego po stronie Francji). Opowiedział się za Benito Mussolinim.